# ۱۰۱۰۰ بورگل
سیارک ۱۰۱۰۰ (به انگلیسی: 10100 Burgel، نامگذاری:1991XH1) ده هزار و صدمین سیارک کشف شده‌است که در ۱۰ دسامبر ۱۹۹۱ کشف شد.
قدر مطلق سیارک برابر ۱۴٫۵۰ است.